# Rathaus (Niederraunau)

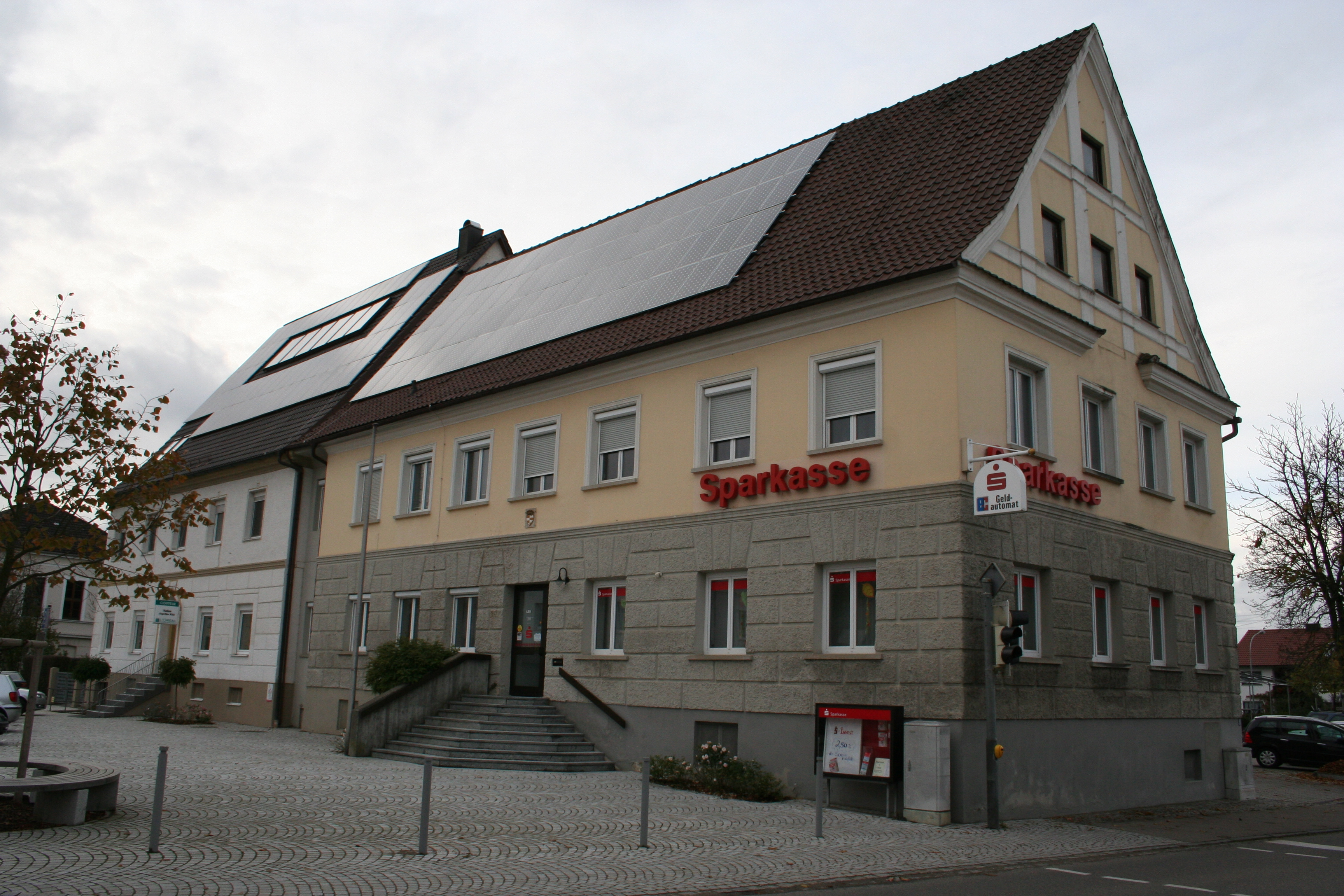
Ehemaliges Rathaus in Niederraunau

Das Rathaus in Niederraunau, einem Stadtteil von Krumbach im Landkreis Günzburg im bayerischen Regierungsbezirk Schwaben, wurde Ende des 18. Jahrhunderts  errichtet. Das ehemalige Rathaus an der Allgäuer Straße 10 ist ein geschütztes Baudenkmal. Bis Februar 2016 war in dem Gebäude eine Filiale der Sparkasse Günzburg-Krumbach untergebracht.
Der Satteldachbau mit profiliertem Gurt- und Traufgesims hat zahlreiche Nutzungsänderungen erfahren. Das Gebäude wird heute als Wohnhaus genutzt.